# Marquis Island
Marquis Island ist eine zu Grenada gehörende unbewohnte Insel der Kleinen Antillen in der Karibik vor der Südostküste von Grenada.

## Geographie
Die Insel bildet die Fortsetzung von Soubise Point bei Battle Hill und trennt somit die Saint Andrews Bay von der Grenville Bay (Ance de L’Esterre). Die kleine Insel ist nur ein schmales Felsenband, welches ins Meer hineinragt. Sie ist zum Teil mit Bäumen bestanden.